# Pseudognaphalium luteo-album
Pseudognaphalium luteo-album é uma espécie de planta com flor pertencente à família Asteraceae. 
A autoridade científica da espécie é (L.) Hilliard & B.L.Burtt, tendo sido publicada em Bot. J. Linn. Soc. 82(3): 206 (1981).

## Portugal
Trata-se de uma espécie presente no território português, nomeadamente em Portugal Continental, no Arquipélago dos Açores e no Arquipélago da Madeira.
Em termos de naturalidade é nativa das três regiões atrás indicadas.

## Protecção
Não se encontra protegida por legislação portuguesa ou da Comunidade Europeia.